# Liste des plus hauts gratte-ciel de Bombay
Depuis la construction du World Trade Center de Bombay   en 1970, plusieurs centaines de gratte-ciel (immeuble d'au moins 100 mètres de hauteur) ont été construits à Bombay (Mumbai) et dans son agglomération (Thane, Navi Mumbai), essentiellement depuis les années 2000. 
Beaucoup de ces gratte-ciel abritent des logements. Il se construit à Bombay une quarantaine de gratte-ciel chaque année. La ville abrite la majorité des gratte-ciel de l’Inde. 

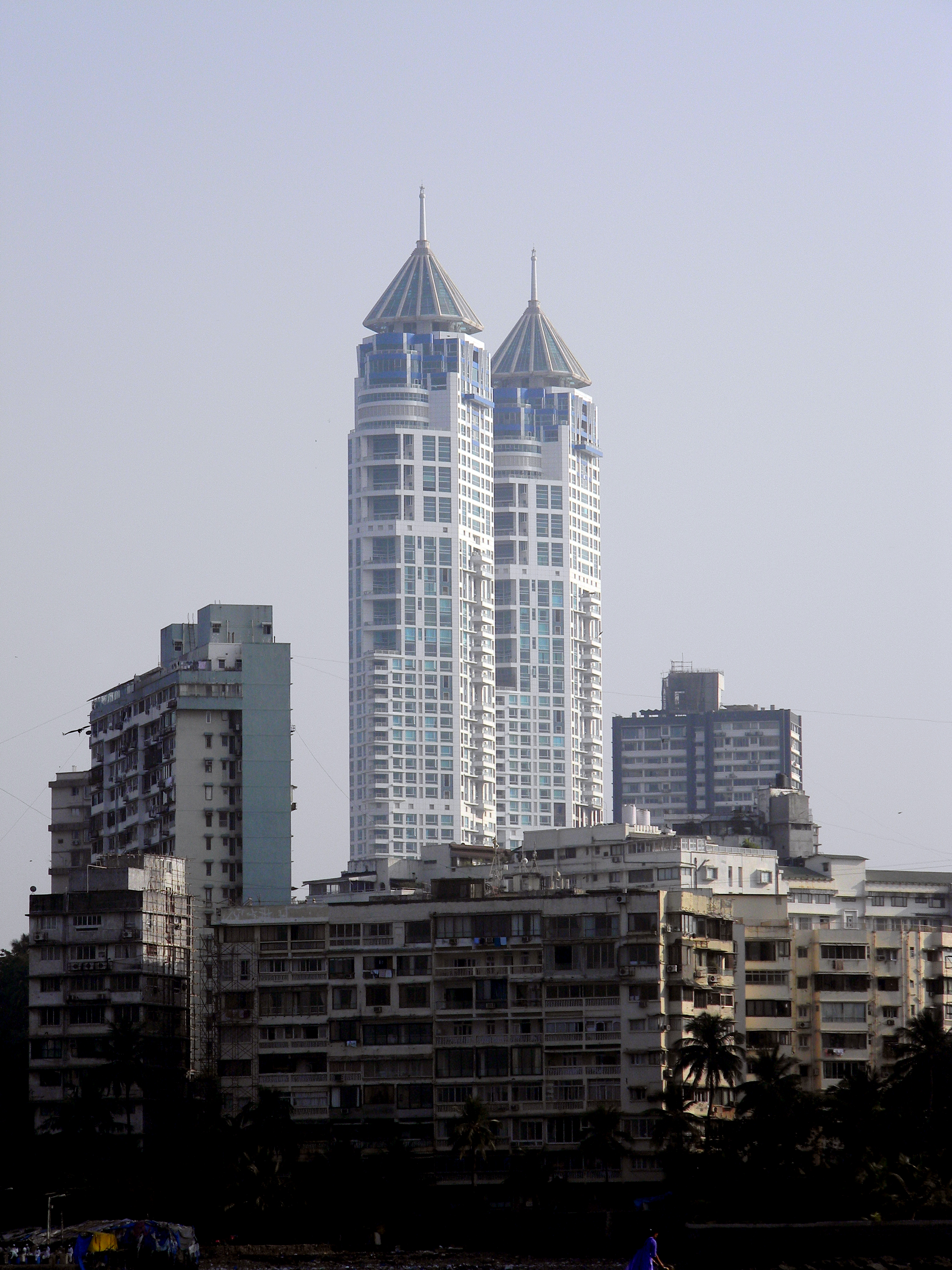
The Imperial Towers

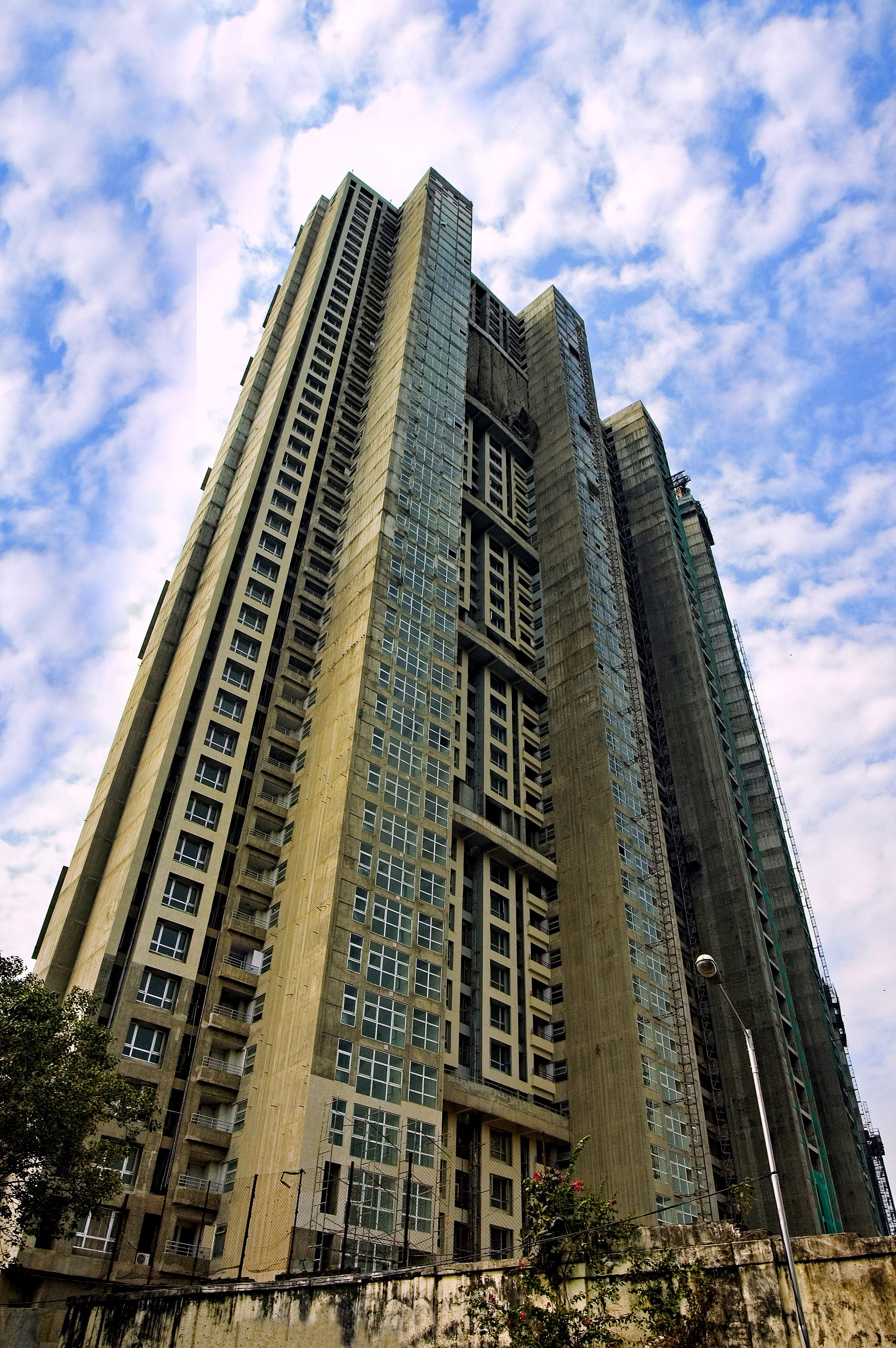
Planet Godrej

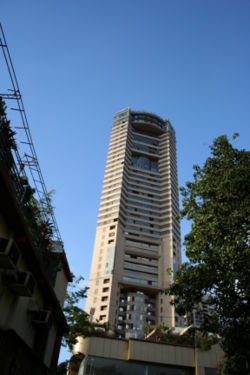
Shreepati Arcade

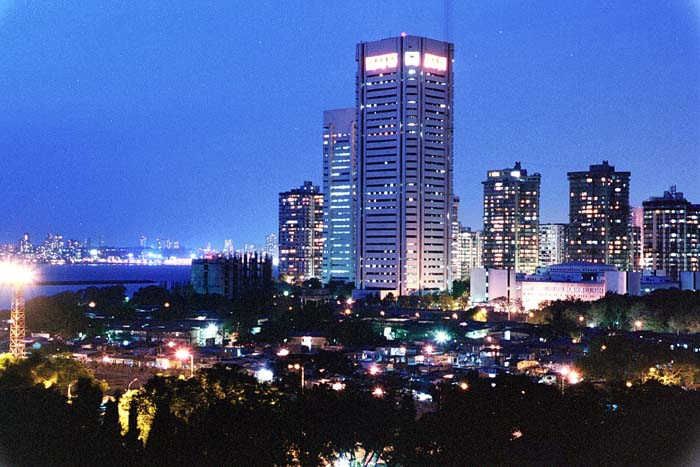
World Trade Center Mumbai

## Gratte-ciel construits
Classement actualisé au 1er novembre 2017 des gratte-ciel d'au moins 150 mètres de hauteur selon Emporis , Skyscraperpage  et le CTBUH 
| Rang | Nom                              | Hauteur | Étages | Année |
| ---- | -------------------------------- | ------- | ------ | ----- |
| 1    | One Avighna Park                 | 266 m   | 64     | 2017  |
| 2    | DB Orchid Crown 1                | 259 m   | 71     | 2017  |
| 2    | DB Orchid Crown 2                | 259 m   | 71     | 2017  |
| 2    | DB Orchid Crown 3                | 259 m   | 71     | 2017  |
| 5    | The Imperial I                   | 252 m   | 60     | 2010  |
| 5    | The Imperial II                  | 252 m   | 60     | 2010  |
| 7    | Ahuja Towers                     | 250 m   | 53     | 2015  |
| 8    | Omkar Alta Monte 3               | 248 m   | 63     | 2017  |
| 9    | World Crest                      | 223 m   | 53     | 2017  |
| 10   | Lodha Bellissimo South Wing      | 222 m   | 53     | 2017  |
| 10   | Lodha Bellissimo North Wing      | 222 m   | 53     | 2017  |
| 12   | One Indiabulls Sky Blu           | 221 m   | 56     | 2017  |
| 13   | Omkar Alta Monte Tower B         | 218 m   | 63     | 2017  |
| 14   | Lodha Venezia Tower A            | 213 m   | 68     | 2017  |
| 15   | New Cuffe Parade 1               | 212 m   | 65     | 2017  |
| 15   | New Cuffe Parade 2               | 212 m   | 65     | 2017  |
| 15   | New Cuffe Parade 3               | 212 m   | 65     | 2017  |
| 15   | New Cuffe Parade 4               | 212 m   | 65     | 2017  |
| 19   | Orchid Enclave                   | 210 m   | 56     | 2017  |
| 20   | Orbit Terraces                   | 207 m   | 60     | 2017  |
| 21   | Kohinoor Square Commercial Tower | 203 m   | 52     | 2015  |
| 22   | Crescent Bay 2                   | 201 m   | 59     | 2017  |
| 23   | Orchid Woods 1                   | 198 m   | 55     | 2012  |
| 23   | Orchid Woods 2                   | 198 m   | 55     | 2012  |
| 23   | Orchid Woods 3                   | 198 m   | 55     | 2012  |
| 23   | Ashok Towers D                   | 193 m   | 52     | 2010  |
| 26   | Ruby Tower                       | 191 m   | 40     | 2013  |
| 27   | Lodha Primero                    | 190 m   | 52     | 2014  |
| 28   | Lodha Fiorenza Milano Tower      | 186 m   | 52     | 2017  |
| 29   | Indiabulls Blu 2                 | 183 m   | 50     | 2017  |
| 30   | Urmi Estate Tower 1              | 183 m   | 45     | 2014  |
| 31   | Planet Godrej                    | 181 m   | 51     | 2009  |
| 32   | Omkar Alta Monte 1               | 180 m   | 53     | 2016  |
| 32   | Vivarea Tower 1                  | 180 m   | 45     | 2012  |
| 32   | Vivarea Tower 2                  | 180 m   | 45     | 2012  |
| 32   | Vivarea Tower 3                  | 180 m   | 45     | 2012  |
| 32   | Sunshine Tower                   | 180 m   | 40     | 2011  |
| 37   | Crescent Bay 1                   | 178 m   | 51     | 2017  |
| 38   | Indiabulls Sky                   | 175 m   | 48     | 2016  |
| 38   | Victorian Aala                   | 175 m   | 48     | 2017  |
| 38   | Victoria Tower (Bombay)          | 175 m   | 45     | 2015  |
| 41   | Antilia (immeuble)               | 173 m   | 24     | 2010  |
| 42   | Vasant Splendour                 | 172 m   | 41     | 2009  |
| 43   | Crescent Bay 5                   | 171 m   | 46     | 2017  |
| 44   | Oberoi Exquisite 1               | 170 m   | 50     | 2014  |
| 44   | Oberoi Exquisite 2               | 170 m   | 50     | 2014  |
| 44   | Oberoi Exquisite 3               | 170 m   | 50     | 2014  |
| 47   | Whispering Towers 1              | 168 m   | 46     | 2017  |
| 48   | Raheja Legend                    | 167 m   | 40     | 2011  |
| 49   | Marathon Futurex                 | 165 m   | 38     | 2014  |
| 50   | Sunteck City 1                   | 164 m   | 45     | 2017  |
| 50   | Sunteck City 2                   | 164 m   | 45     | 2017  |
| 50   | Ajmera Zeon 1                    | 164 m   | 45     | 2017  |
| 50   | Ajmera Zeon 2                    | 164 m   | 45     | 2017  |
| 54   | Imperial Heights 1               | 161 m   | 44     | 2011  |
| 54   | Imperial Heights 2               | 161 m   | 44     | 2012  |
| 54   | Imperial Heights 3               | 161 m   | 44     | 2016  |
| 54   | Imperial Heights 4               | 161 m   | 44     | 2016  |
| 54   | Sarvodaya Heights                | 161 m   | 44     | 2011  |
| 59   | RNA Mirage                       | 158 m   | 41     | 2010  |
| 59   | Tabrez Tower                     | 158 m   | 45     | 2008  |
| 61   | Lotus Sky Gardens                | 157 m   | 43     | 2017  |
| 61   | Tirumala Heights                 | 157 m   | 43     | 2017  |
| 61   | Vandan Tower                     | 157 m   | 43     | 2010  |
| 64   | World Trade Centre Mumbai        | 156 m   | 45     | 1970  |
| 65   | The St. Regis Mumbai             | 155 m   | 38     | 2012  |
| 66   | Magnum Towers 1                  | 153 m   | 44     | 2017  |
| 66   | Bismillah Heights                | 153 m   | 42     | 2017  |
| 66   | White City Kandivali 1           | 153 m   | 42     | 2017  |
| 66   | White City Kandivali 2           | 153 m   | 42     | 2017  |
| 66   | Lodha Imperia                    | 153 m   | 42     | 2011  |
| 71   | Shreepati Arcade                 | 152 m   | 45     | 2002  |
| 72   | Vasant Polaris                   | 151 m   | 34     | 2009  |
| 73   | Le Palazzo                       | 150 m   | 46     | 2013  |
| 73   | Ashford Royale 2                 | 150 m   | 42     | 2016  |
| 73   | Ashford Royale 3                 | 150 m   | 42     | 2014  |
| 73   | Siddhesh Deep                    | 150 m   | 41     |       |
| 73   | RNA Exotica                      | 150 m   | 41     | 2017  |
| 73   | Urmi Estate Tower 1              | 150 m   | 41     | 2013  |
| 73   | Runwal Greens Pinewood           | 150 m   | 41     | 2015  |
| 73   | Runwal Greens Cypress            | 150 m   | 41     | 2017  |
| 73   | Runwal Greens Cedar              | 150 m   | 41     | 2015  |
| 73   | Runwal Greens Rosewood           | 150 m   | 41     | 2015  |
| 73   | Runwal Greens Maple              | 150 m   | 41     | 2015  |
| 73   | Runwal Greens Oakwood            | 150 m   | 41     | 2015  |
| 73   | Spring Mills Tower               | 150 m   | 41     | 2010  |

## Gratte-ciel en construction
Classement actualisé au 18 janvier 2021
| Rang | Nom                      | Hauteur | Étages | Début de la construction | Ouverture prévue |
| ---- | ------------------------ | ------- | ------ | ------------------------ | ---------------- |
| 1    | Three Sixty West Tower B | 361,2 m | 90     | 2011                     | 2018             |
| 2    | Palais Royale            | 320 m   | 88     | 2008                     | 2018             |
| 3    | Lokhandwala Minerva      | 297 m   | 90     | 2011                     | 2018             |
| 4    | World View               | 291 m   | 82     | 2015                     | 2019             |
| 5    | Indiabulls Sky Suites    | 291 m   | 75     | 2010                     | 2018             |
| 6    | Indiabulls Sky Forest    | 281 m   | 80     | 2010                     | 2018             |
| 7    | Piramal Aranya Tower A   | 280,7 m | 69     | 2016                     | 2020             |
| 8    | The Park 1               | 268 m   | 78     | 2013                     | 2020             |
| 8    | The Park 2               | 268 m   | 78     | 2013                     | 2020             |
| 8    | The Park 3               | 268 m   | 78     | 2013                     | 2020             |
| 8    | The Park 4               | 268 m   | 78     | 2013                     | 2020             |
| 8    | The Park 5               | 268 m   | 78     | 2013                     | 2020             |
| 13   | Nathani Heights          | 261,6 m | 73     | 2012                     | 2017             |
| 14   | Three Sixty West Tower A | 255,6 m | 52     | 2011                     | 2017             |
| 15   | Nirvana Tower I          | 250 m   | 64     | 2012                     | 2016             |
| 16   | Trump Tower @ The Park   | 243,9 m | 77     | 2014                     | 2018             |
| 17   | Signia High              | 220 m   | 60     | 2011                     | 2016             |
| 18   | Lodha Venezia Tower B    | 213,5 m | 68     | 2014                     | 2018             |
| 19   | DB Enclave               | 210 m   | 52     | 2007                     | 2015             |